# Hospital (Hundisburg)

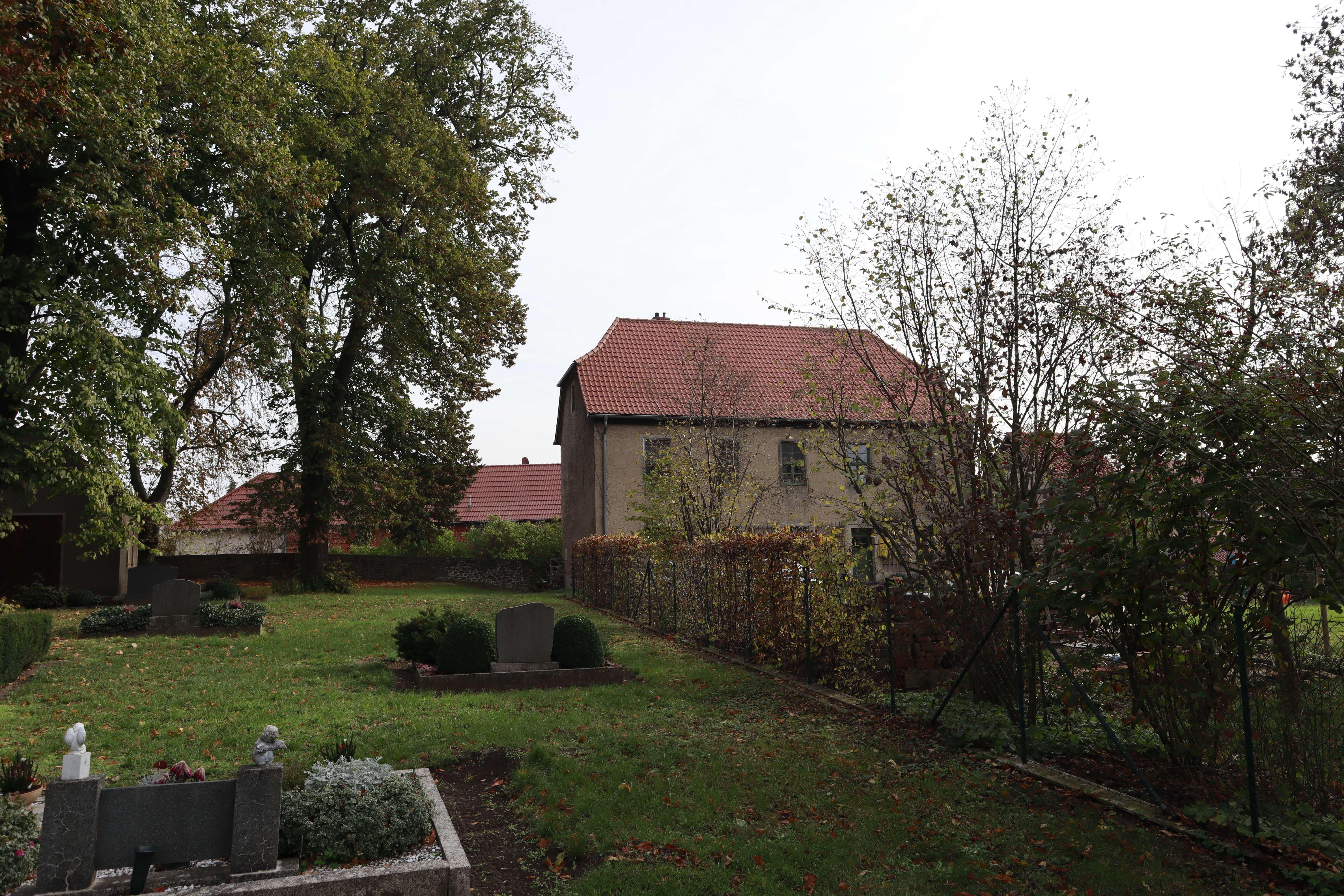
Blick auf das heutige Wohnhaus vom Hundisburger Friedhof

Das Hospital im Haldensleber Stadtteil Hundisburg ist ein ehemaliges Armenhaus. Im örtlichen Denkmalverzeichnis ist das Gebäude aus dem 18. Jahrhundert als kulturgeschichtlich (Armenfürsorge) und städtebaulich wichtiges Denkmal eingetragen.

## Lage
Das vormalige Armenhaus mit der Anschrift Hauptstraße 30 liegt 50 Meter entfernt südlich der Dorfkirche St. Andreas auf dem Hundisburger Kirchberg und grenzt an den Kirchgarten an.

## Geschichte
Das als Hospital bezeichnete Gebäude stammt aus dem Jahr 1717. Es wurde – so wie auch das etwa zeitgleich entstandene Hundisburger Pfarrhaus und der Schlosskrug – von der Familie Alvensleben, den damaligen Besitzern des Schlosses Hundisburg errichtet. Das Gebäude ersetzte einen Vorgängerbau, welcher 1586 von Ludolf X. von Alvensleben (zeitgleich mit dem Hospital in Neugattersleben) gestiftet worden war.
Dem vorausgegangen war der Tod des zweitältesten Sohnes von Ludolf X. von Alvensleben: Busso von Alvensleben (1553–1576), wurde bei einem Streit auf einem thüringischen Schloss der Familie Asseburg getötet. Die Asseburgs wurden vor Gericht verurteilt, dem Vater des Getöteten ein Bußgeld von 2000 Talern zu zahlen, die der um weitere 1000 Taler ergänzte und der Errichtung der Armenhäuser in Hundisburg und Neugattersleben stiftete.
In Hundisburg steht an der Straße nach Rottmersleben ein ebenfalls unter Denkmalschutz stehendes zweiteiliges und gut ein Meter hohes Sühnekreuz, dass der Volksmund falscherweise dem Totschlag an Busso von Alvensleben zuschreibt.
Das Hospital diente nicht als Krankenhaus; hier wurden vorwiegend hilfsbedürftige, ältere Menschen aufgenommen und versorgt. Im Hundisburger Hospital wurden außerdem regelmäßig fünf Präbendaten (Kirchenfunktionäre) und weitere Arme auf Kosten der Gutsherrschaft versorgt. Mitunter wurden auch Stipendien an bedürftige Studierende vergeben.

### Nach dem Zweiten Weltkrieg
Nach dem Krieg wurde das Hospital noch eine Zeitlang als Wohngebäude für alte Menschen weitergeführt. Hier lebte von 1950 bis zu ihrem Tod im Jahr 1954 auch Adelheid von Nathusius, die Schwiegertochter von Hermann Engelhard von Nathusius. Seit den 2010er Jahren wird das denkmalgeschützte Haus von einer hier lebenden Familie denkmalgerecht saniert.

## Architektur
Das Gebäude ist in schlichtem Barockstil errichtet. Es ist zweigeschossig, verputzt und in sechs Fensterachsen gegliedert. In seiner Kubatur ist das Haus straßenbildprägend. Das jetzige Oberteil wurde nachgestaltet. Der solide Bruchsteinbau mit Krüppelwalmdach ist seiner Bestimmung entsprechend schlicht und funktional gestaltet. Im Inneren gab es ursprünglich nur kleine Räume. Das Hospital war mit einer Schwarzen Küche ausgestattet.